# Бойченко Антон Юрійович
Анто́н Ю́рійович Бо́йченко — прапорщик Збройних сил України.

## З життєпису
Станом на листопад 2015-го — старшина матеріального забезпечення, 5-та рота 2-го батальйону 79-ї бригади.

## Нагороди
За особисту мужність, сумлінне та бездоганне служіння Українському народові, зразкове виконання військового обов'язку відзначений — нагороджений
- орденом «За мужність» III ступеня (3.11.2015).